# 산케이엔

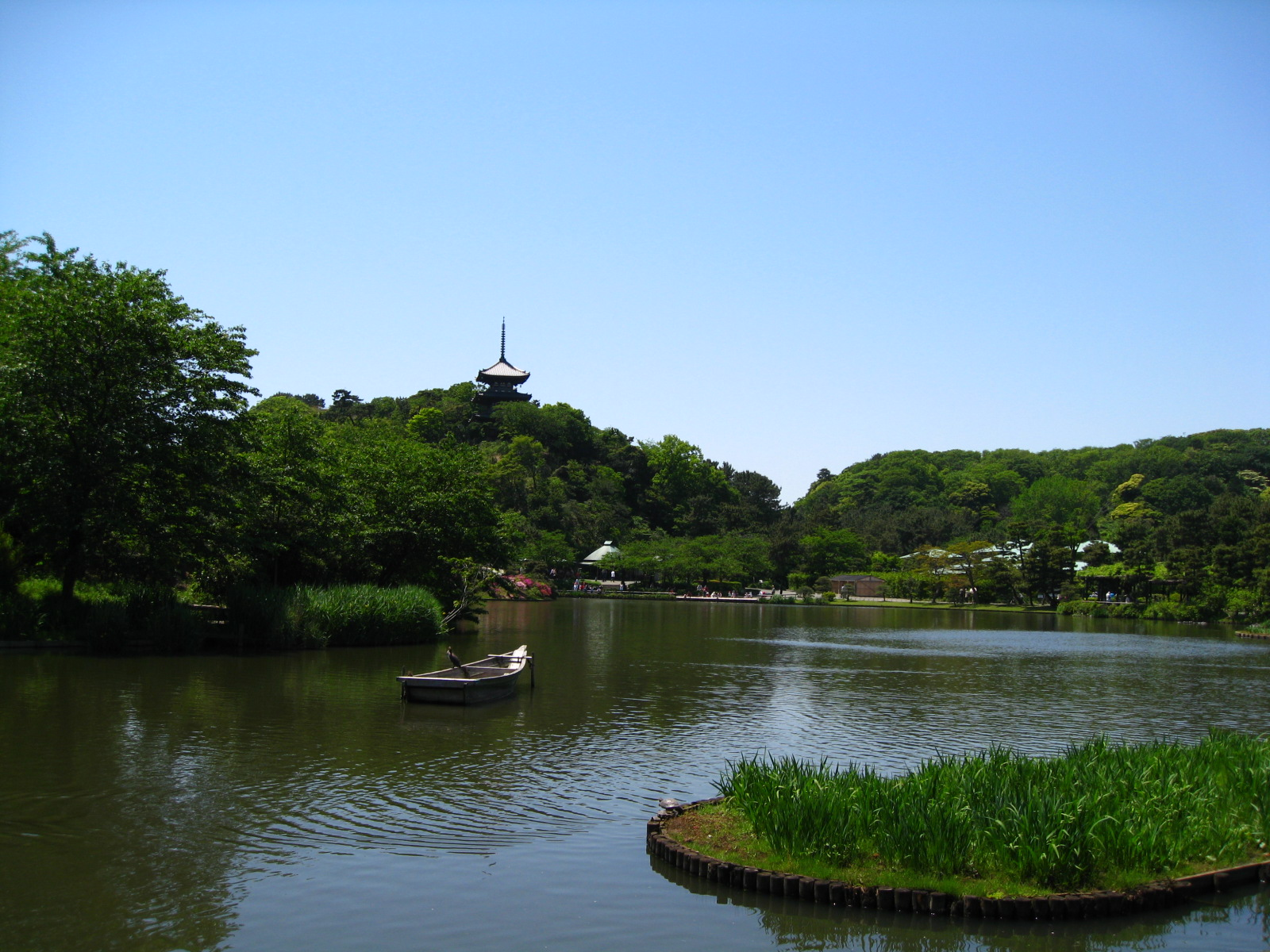
산케이엔

산케이엔(일본어: 三渓園)은 일본 가나가와현 요코하마시 나카구에 있는 일본 정원이다. 하라산케이(原三溪)의 개인정원이며, 총면적 17만5,000km2의 규모이다. 정원 한가운데 있는 큰 연못을 중심으로 중요문화재 12동, 요코하마시 유형문화재 3동이 있다.